# Illa Gough

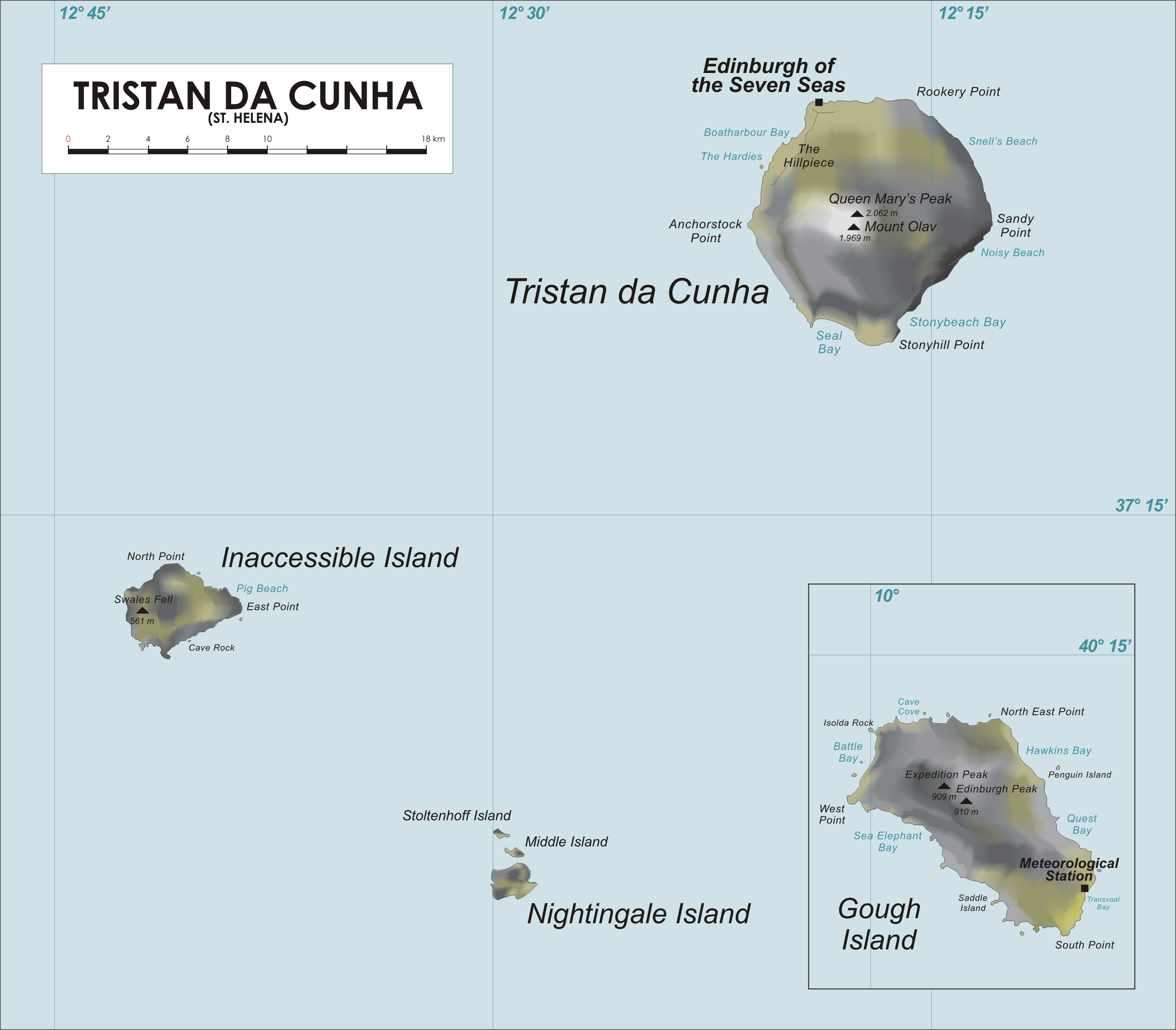
Mapa del grup de Tristan Cunha.

L'illa Gough (històricament illa Gonçalo Álvares o Diego Álvarez) és una illa volcànica situada al sud de l'oceà Atlàntic que pertany al Regne Unit; és possessió britànica des del 1938. És una dependència de Tristan da Cunha i és part del territori britànic d'ultramar de Santa Helena, Ascension i Tristan da Cunha.
Està deshabitada, només hi viuen unes 6 persones encarregades de l'estació meteorològica que es manté continuadament des de l'any 1956. És un dels llocs més remots del món amb presència humana constant. És una província de la regió florística de les illes subantàriques del sud i ha estat designada Patrimoni de la Humanitat per la UNESCO.

## Geografia
Fa uns 35 km². Arriba als 910 m d'altitud sobre el nivell del mar. Els cim més alts és Edinburgh Peak.
Hi ha petites illes i illots com Southwest Island, Saddle Island (Sud), Tristiana Rock, Isolda Rock (Oest), Round Island, Cone Island, Lot's Wife, Church Rock (Nord), Penguin Island (Nord-est), i The Admirals (Est). Es troba a uns 400 km d'altres illes del grup Tristan da Cunha, 2.700 km de Ciutat del Cap i a 3.200 de Sud-amèrica
El clima és oceànic fresc amb 11,3 °C de temperatura mitjana. Les temperatures extremes oscil·len entre els -3 °C a 25 °C. Només hi ha neu, entre maig i gener, als pics més alts. Les precipitacions són molt altes, 3.116 litres la majoria cauen a l'hivern. Els vents són molt forts a les zones elevades.

## Història
El primer albirament registrat el va fer el portuguès Gonçalo Álvares entre 1505 i 1506 que va donar el seu nom a les illes durant segles. En mapes posteriors es van anomenar Diego Alvarez.
El mercader anglès Anthony de la Roché sembla que va ser el primer a desembarcar-hi el 1675.
Charles Gough la va redescobrir el 1731, pensant que era un descobriment nou.

## Fauna
És un ecosistema molt important per les aus que està inalterat en concret hostatja la totalitat de la població mundial de l'albatros de Tristan (Diomedea dabbenena) i del petrell de l'Atlàntic (Pterodroma incerta). Tanmateix s'ha informat que la depredació sobre les cries d'ocells per ratolins introduïts pot portar a l'extinció de les dues espècies.
S'han registrat 44 espècies d'ocells dels quals uns 20 hi nidifiquen, tots excepte 5 són ocells de la regió subantàrtica.

## Flora
La flora té baixa biodiversitat hi predominen les falgueres. Hi ha 36 plantes amb flors de les quals 21 són endèmiques del grup Tristan da Cunha i 4 endèmiques de Gough. Només 4 espècies són foranes però recentment Sagina procumbens es mostra com espècie invasora.
Hi ha vegetació en tussock (alts coixins) que fa dos metres d'alçada formada per Spartina arundinacea i Parodiochloa flabellata. Hi ha falgueres arbustives com Histiopteris incisa, i falgueres arborescents com Blechnum palmiforme,. Per sobre de 600 m hi ha torberes de molses Sphagnum.
A l'oceà hi ha unes 40 espècies d'algues, entre les laminàries es presenten Durvillea antarctica, Laminaria pallida i la gegantina Macrocystis pyrifera.

## Estació meteorològica
Opera en cooperació amb el servei meteorològic sud-africà ja els és important conèixer les dades per a fer pronòstics, ja que els fronts freds s'aproximen a Sud-àfrica pel sud-oest.